# Koloman Uherský
Koloman Uherský (maďarsky Kálmán; kolem 1070 – 3. února 1116) byl král uherský v letech 1095–1116 a král chorvatský v letech 1102–1116 z dynastie Arpádovců. Jako nástupce svého strýce Ladislava I. Svatého pokračoval v jeho politice, která vedla k dovršení konsolidace středověkého uherského státu a zásadní změně jeho mezinárodního postavení.

## Dynastické problémy

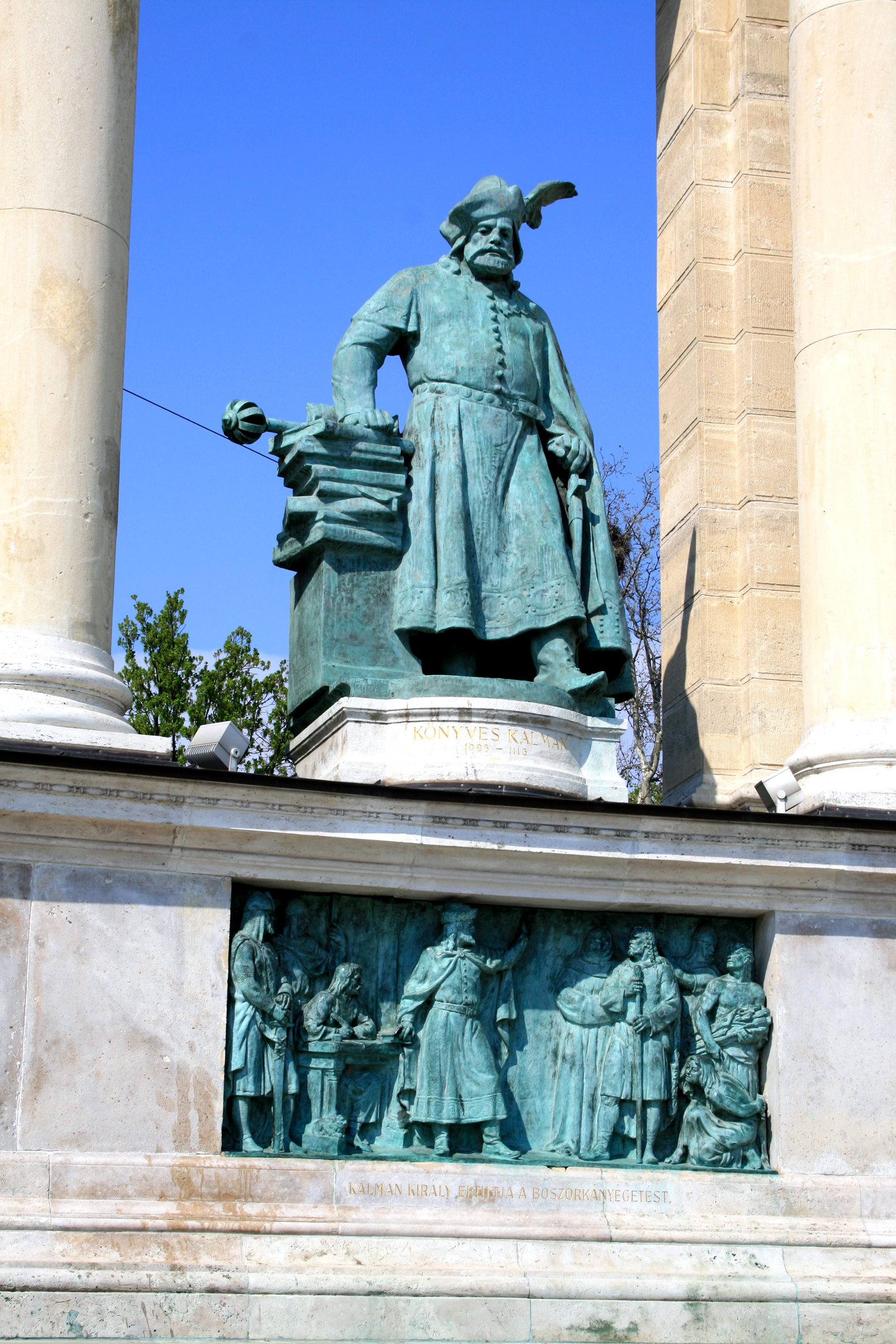
Socha na Památníku tisíciletí, Budapešť

Koloman byl starším synem krále Gejzy I. Podle popisu kronikářů byl „poloslepý, hrbatý, kulhavý a koktavý“, ale zato byl jedním „z nejvzdělanějších v literárních vědách jako žádný z jiných králů té doby“, jak referuje polský kronikář zvaný Gal Anonym. Původně byl určen pro církevní dráhu a stal se biskupem ve Varadínu. Z tohoto důvodu byl vzdělaný nad obvyklou míru a zřejmě byl i značně inteligentní, díky čemuž si vysloužil přezdívku Knihomol.
Po Gejzově smrti vládl dlouhá léta jeho bratr Ladislav I. Svatý (1077–1095), který však zemřel bez mužského dědice a uvolnil tak trůn svému synovci Kolomanovi. Král Koloman musel téměř po celou svoji vládu odolávat spiknutím, jež proti němu osnoval jeho mladší bratr nitranský vévoda Álmoš, který zpochybňoval jeho práva na nástupnictví a odmítal se mu podřídit, přestože mu Koloman po svém nástupu na trůn nabídl významné postavení sedmihradského vévody. Álmošovy intriky znesnadňovaly konsolidaci země, o kterou usiloval jak Ladislav I., tak i Koloman. Po šestém pokusu o spiknutí dal Koloman Álmoše a jeho nejstaršího syna roku 1113 oslepit.
| „                  | ... protože byl s ním příbuzný, nesáhl mu na život, ale zbavil ho pouze zraku, aby nemohl nosit korunu svatého krále... | “ |
| — Dubnická kronika | |   |

Trest vynesený nad příbuznými vynesl králi nepříznivou pověst u pozdějších kronikářů, kteří vyprávějí, že Kolomanova vláda se vyznačovala „mnoha zlými činy“. Z dobového hlediska však šlo v případě spiknutí proti panovníkovi o trest zcela mírný.
Ironií osudu se po smrti Kolomanova bezdětného syna Štěpána II. (vládl 1116–1131) stal králem jeho bratranec, Álmošův oslepený syn Béla II., jehož potomci vládli v Uhrách až do vymření Arpádovské dynastie.

## První křížová výprava

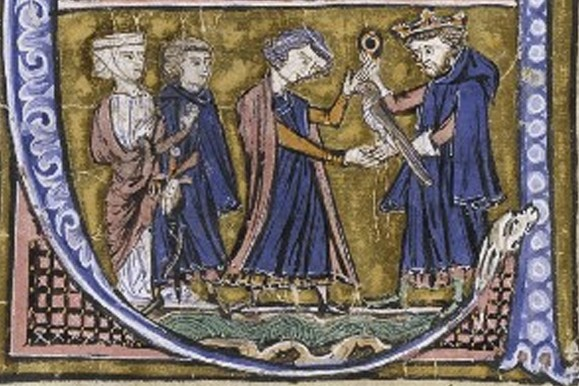
Král Koloman přijímá vůdce křížové výpravy Godefroye z Bouillonu (iluminace z 13. století)

Brzy po svém nástupu na trůn se musel Koloman vypořádat s lidovými křižáckými houfy, které se objevily v Uhrách roku 1096. Přicházely z Porýní a směřovaly po poutní stezce, kterou kdysi vybudoval Štěpán I. Svatý, do Svaté země. Mnozí křižáci loupili a drancovali Kolomanovy državy a zabíjeli jeho poddané. Mrtvých prý bylo na čtyři tisíce. Proto proti nim král vyslal svou armádu, a ta postupně tyto křižácké houfy rozehnala.
Počátkem října 1096 se u uherských hranic objevili francouzští křižáci, vedení Godefroyem z Bouillonu, pozdějším ochráncem Božího hrobu, které Koloman tentokrát odmítl vpustit na své území. Svůj odmítavý postoj změnil teprve tehdy, když Godefroyův bratr Balduin přišel se svou rodinou na královský dvůr jako rukojmí, a tak zajistil Uhrám bezpečnost ze strany křižáků po dobu jejich průchodu uherskou zemí. Koloman přijal také Godefroye a nechal doprovodit jeho vojsko až k řece Sávě, na hranice sousední byzantské říše. Akce proběhla bez incidentů.

## Unie sChorvatskem
Krátce nato, roku 1097, zaútočil Koloman s uherským vojskem na Chorvatsko, kde si šlechta zvolila svým králem Petra Svačiće. Koloman ho porazil a nechal zabít. Na svém tažení dobyl nejen Petrovo sídelní město Knin, ale také dalmatský Biograd, staré korunovační město chorvatských králů. Během druhého tažení v roce 1102 uznala chorvatská aristokracie Kolomana za svého panovníka a přijala z jeho rukou potvrzení svých výsad. Chorvatsko bylo spojeno personální unií se zeměmi Koruny svatoštěpánské (až do roku 1918). Někteří historici[kdo?] se však domnívají, že se nejednalo o unii, ale o pouhou anexi.
O něco později získaly Uhry svrchovanost také nad Dalmácií a Bosnou, jež byla do té doby střídavě pod vlivem Byzance, Chorvatska a srbského knížectví Zéty. Roku 1103 sjednal sňatek své sestřenice Pirosky s dědicem byzantského trůnu a pozdějším císařem Janem II. Komnenem, synem císaře Alexia I. Komnena, což mu zajistilo příznivý postoj mocensky posílené Byzance vůči uherské politice v Dalmácii.

## Zákonodárce a hospodář
Nejen v zahraniční, ale také ve vnitřní politice byl Koloman zdatným vládcem. Přijal v Uhrách Židy, vyhnané z Čech křižáckými pogromy, což přispělo k dalšímu rozvoji obchodu, který začal přinášet vyšší zisky do královské pokladny. Vydal řadu zákonů, kterými reagoval na změny maďarské společnosti, zmírnil však dopad zákonů svého předchůdce. Reorganizoval uherskou armádu. Za jeho vlády se v Uhrách setkáváme s prvními kronikami a legendami, dochází k vrcholnému rozkvětu románského umění.